# انفجار ليستر 2018
وقع انفجار ليستر 2018 وسط انجلترا بعد وقت قصير من الساعة 19:00 بتوقيت غرينتش في 25 فبراير 2018، على طريق A47 Hinckley Road في ليستر. دمرت دمار متجر أبكا وشقة المكونة من طابقين فوقه. قُتل خمسة أشخاص وأصيب خمسة آخرون، اثنان منهم في حالة خطرة. بعد وقت قصير من الانفجار، أعلنت شرطة ليسستر وقوع حادث كبير، حيث أغلقت شارع كارلايل وأجزاء من طريق هينكلي في أعقاب ذلك مباشرة.